# Collapse into Now
Collapse into Now — п'ятнадцятий і останній студійний альбом американського рок-гурту R.E.M..

## Чарти
| Charts (2011)                     | Peak position |
| --------------------------------- | ------------- |
| Австралія (ARIA)                  | 15            |
| Австрія (Ö3)                      | 2             |
| Канада (Canadian Online Explorer) | 6             |
| Данія (Tracklisten)               | 3             |
| Фінляндія (Mitä hittiä)           | 17            |
| Франція (SNEP)                    | 31            |
| Німеччина (Media Control)         | 1             |
| Угорщина (Mahasz)                 | 18            |
| Ірландія (IRMA)                   | 3             |
| Нідерланди (MegaCharts)           | 8             |
| Нова Зеландія (RIANZ)             | 10            |
| Норвегія (VG-Lista)               | 2             |
| Польща (ZPAV)                     | 5             |
| Іспанія (PROMUSICAE)              | 3             |
| Швеція (Sverigetopplistan)        | 9             |
| Швейцарія (Hitparade)             | 1             |
| Велика Британія (OCC)             | 5             |
| US Billboard 200                  | 5             |